# Andra anglo-afghanska kriget
Andra anglo-afghanska kriget utkämpades mellan Storbritannien och Afghanistan från 1878 till 1880 när Afghanistan styrdes av Sher Ali i Barakzaidynastin, son till den tidigare emiren Dost Muhammed. Kriget hade sin grund i den rysk-brittiska rivaliteten i Centralasien.

## Historia

### Bakgrund
Under denna tid pågick en maktkamp mellan Storbritannien och Ryssland om kontrollen över Orienten.  Den ryske generalen Michail Skobeljev hade gjort upp en djärv plan på att i händelse av krig angripa och om möjligt erövra den indiska subkontinenten från britterna och på så sätt beröva dem fundamentet för deras maktställning i Asien. Tre arméfördelningar på ungefär 150 000 man skulle enligt planen rycka söderut, två av dem genom Afghanistan, den tredje över Pamirplatån.
Skobeljev var medveten om att utförandet av denna plan skulle möta oerhörda svårigheter. Framför allt rådde tvivel om möjligheten att föra förstärkningar, proviant och ammunition genom Centralasiens vattenlösa stäpper. Likaså var det tveksamt om det fattiga berglandet Afghanistan skulle kunna livnära en så stor truppmassa, även om den afghanske emiren stod på Rysslands sida. Alla dessa betänkligheter åsidosattes dock när Ryssland efter freden i San Stefano såg britterna vidta hotande åtgärder. Då det inte skulle ha varit möjligt för Ryssland att bibehålla sin ställning gentemot britterna på Balkanhalvön tycktes ett angrepp på Indien utgöra det enda verksamma försvarsmedlet.
I april 1878 utfärdades en befallning från Petersburg om en frammarsch mot Indien efter Skobeljevs plan. Då kriget ännu inte var förklarat skulle trupperna inte gå längre än till ryska gränsen. På grund av de omfattande förberedelser som krävdes dröjde det dock med framryckandet, och hären nådde inte fram till gränsen förrän Berlinkongressen redan var slut och freden tryggad. Endast en liten avdelning hade kommit över gränsen och försökt att genom de ännu oavhängiga teketurkmenernas land tränga fram till Afghanistan, men avdelningen hade tvingats att dra sig tillbaka till Kaspiska havet.
Mer framgång hade en delegation med general Skobeljev i spetsen som, med militärt följe, avgått redan före trupperna för att vinna Afghanistans emir Sher Ali för Ryssland. I juni 1878 kom delegationen till Kabul för att förhandla om en ömsesidig biståndspakt.
Vid underrättelsen om att ryssarna kommit till Kabul krävde Indiens vicekung lord Lytton att emiren genast skulle ta emot ett brittiskt sändebud med beväpnat följe i sin huvudstad. Sher Ali avböjde detta på ryssarnas inrådan och lät vid sin landgräns tillbakavisa den brittiska beskickning som trots detta tog sig dit. När emiren lämnade ett ultimatum från vicekungen obesvarat förklarade regeringen i Indien krig mot Afghanistan.

### Kriget
Under befäl av general Roberts ryckte brittisk-indiska trupper in i Afghanistan i december 1878. När de närmade sig flydde Sher Ali över till ryskt område. Inom några få veckor var Afghanistans båda östra huvudstäder Kabul och Kandahar i britternas händer. I parlamentet i London förklarade Benjamin Disraeli att Storbritannien nu måste göra anspråk på "den vetenskapliga gränsen" mot Afghanistan, det vill säga avträdandet av de viktiga bergpass som ledde ned till Indusdalen.
I februari 1879 dog Sher Ali. Hans son Yakub Khan besteg tronen och erkändes som emir av Storbritannien. Han slöt fred med engelsmännen i Gandamak den 16 maj. Mot årliga subsidier godkände den nye emiren att engelsmännen besatte Khyberpasset, kontrollerade den afghanska utrikespolitiken och fick bedriva handel med Afghanistan utan inskränkningar. 
Men även Yakub hoppades att med rysk hjälp kunna hävda sin oavhängighet gentemot Storbritannien. Sedan de brittiska trupperna dragits tillbaka uppstod nya oroligheter. När ryssarna sommaren 1879 under general Lomakin återigen bröt in i turkmenernas land och angrep deras huvudstad Geok Tepe, utbröt samtidigt en folkresning i Kabul, och den 3 september blev den engelske diplomaten Sir Louis Cavagnari dödad med hela sitt följe. Några dagar därefter försökte ryssarna storma Geok Tepe men led ett fullständigt nederlag och tvingades för andra gången anträda återtåget till Kaspiska havet.
Efter mordet på Louis Cavagnari skickades en brittisk straffexpedition under general Frederick Sleigh Roberts ut från Indien, och den 17 oktober blev Kabul åter ockuperat. Alla som kunde överbevisas om medskuld eller delaktighet i mordet på generalen blev strängt straffade. Yakub Khan kapitulerade till engelsmännen och abdikerade, varpå hans kusin Abd-ar-rahman besteg tronen (1880–1901). Denne accepterade Gandamaktraktaten och lyckades sedan föra en skicklig balanspolitik mellan ryska och brittiska intressen.